# Ковалівська сільська рада (Немирівський район)
| Ковалівська сільська рада — колишній орган місцевого самоврядування у Немирівському районі Вінницької області з адміністративним центром у с. Ковалівка. Сільській раді були підпорядковані населені пункти: - с. Ковалівка - с. Межигірка - с. Потоки |

## Склад ради
Рада складалася з 20 депутатів та голови.

## Керівний склад сільської ради
| ПІБ                           | Основні відомості                                                             | Дата обрання | Дата звільнення |
| ----------------------------- | ----------------------------------------------------------------------------- | ------------ | --------------- |
| Лютенко Володимир Миколайович | Сільський голова, 1960 року народження, освіта, безпартійний                  | 26.03.2006   | 31.10.2010      |
| Верховода Віктор Васильович   | Сільський голова, 1960 року народження, освіта середня загальна, безпартійний | 19.06.2011   |                 |

Примітка: таблиця складена за даними джерела